# 瓜伊拉瀑布
瓜伊拉瀑布（西班牙語：Saltos del Guaíra），又名塞提克達斯瀑布（葡萄牙語：Salto de Sete Quedas），位於南美洲巴西和巴拉圭雙方的界河巴拉那河上游，曾經是世界上最大的瀑布群以及世界上徑流量最大的瀑布。1982年10月伊泰普大坝蓄水加上森林被乱砍滥伐，水土大量流失。

## 地理
原瓜伊拉瀑布位於上巴拉那河峽谷起點上（從上游開始），該峽谷長3.2公里，平均寬度59米，平均深度100米。巴拉那河在流經馬拉卡儒山以後，進入平緩的上巴拉那盆地，巴拉那河在此流速平緩，形成了廣闊的河漫灘。而這一段河漫灘在瓜伊拉和薩爾托德爾瓜之間嘎然而止，河流寬度驟然縮窄，從380米（1,250英尺）縮窄至60米（200英尺），河床高度驟降，形成瀑布群，進入巴拉那河峽谷，瀑布的平均落差114米（375英尺），全寬達3,200公尺，最大的一支主幹流高度40米（130英尺），寬度90米。原瀑布由19個瀑布組成，這19個瀑布組成7條主幹流，瀑布的葡萄牙語名稱「Salto de Sete Quedas」即來源於此，意即「七條瀑布」。而巴拉那河上游河水流量充沛，使得瀑布的總水流量可達平均每秒一万三千多立方米，汛期的時候更可達到每秒五萬立方米，是地球史上有记载的流量最大的瀑布（不過還是遠遜於大洋中的垂直方向的洋流）。相比之下，巴拉那河下游的支流伊瓜蘇河上的伊瓜苏瀑布，即使到伊瓜蘇河汛期的水流量也不過每秒12,750立方米。水流巨響在30 km（20 mi）遠處仍可聽見。
瀑布地處巴西和巴拉圭之間的邊界上，靠近巴西一側不遠處是瓜伊拉，靠近巴拉圭不遠處是該國最東端的城市薩爾托德爾瓜。除了下游的巴西伊瓜蘇國家公園，這裡曾是巴西和巴拉圭的國家公園，是當地居民的休假聖地，也是當地的一大旅遊景點。當地還在瀑布周邊架起了不少小徑、小型懸索橋供遊客欣賞瀑布奇觀。特別是在巴拉那河處於汛期時，瀑布蔚為壯觀。
除此以外，瓜伊拉瀑布還是巴西和巴拉圭兩國的領土爭議地，雙方都宣稱擁有瀑布地區的主權。不過兩國都在此地獲得了不少旅遊收入，主權爭議此時暫時讓位於兩國的利益所得中。

## 終末
塞特凱达斯瀑布最後被隱沒，其罪魁禍首是位於瀑布下游河段的伊泰普水力發電廠。巴拉那河豐盈的水力資源一直為河兩岸巴西和巴拉圭看重。在1973年，巴西和巴拉圭兩國政府宣布合作，共同開發巴拉那河，並批准了一個被視為是兩國合作新時代的大型水力發電工程 —— 亦即後來的伊泰普水力發電廠，而瀑布的命運自此發生巨變，最壞的可能性便是瀑布群面臨滅頂之災。

### 最後時光
自伊泰普水力發電廠於1975年開工起，經過參與工程的水利工程師以及地理學者們的勘查、計算和分析，發電廠大壩上游的巴拉那河峽谷在將變成水庫區，而瀑布所在地附近將成為水庫末段，並進一步確認了瓜伊拉瀑布群將迎來終末 —— 被水庫所淹沒。這個消息被報導以後，世界各地慕名而來的遊客蜂擁而至，以求一睹瀑布群的最後容姿。1982年1月17日，本已人滿為患的瀑布景區還發生了一起災難事故，當時瀑布邊上有一條可全角度欣賞瀑布的簡易懸索橋，但自下游水壩興建以後長久以來缺乏修繕，最終支撐不住眾多遊客的壓力而斷裂坍塌，多達80名遊客因此命喪瀑布腳下，僅6名落水人員在瀑布的下游獲救。
巴西詩人卡洛斯·德拉蒙·德安德拉德在當年專門寫了一首詩，以表達他對這一自然遺產——瓜伊拉瀑布，被人為毀滅的沮喪和控訴。這首詩當年還在巴西郵報（Jornal do Brasil）的頭版上以大號字刊登出來。
1979年10月29日，巴西聯邦政府通過84126號法令，巴拉圭政府也通過了類似法令，授予伊泰普水力發電廠運營公司Eletrosul（Eletrobras的子公司） 操作水壩液壓洩洪閘門的權力。

### 隱沒
1982年10月13日，伊泰普水力發電廠關閉大壩水閘，開始蓄水。與此同時，數百人一起發起了一場紀念活動，他們前往瓜伊拉瀑布，以當地美洲原住民的葬禮儀式，悼念即將被淹沒的瓜伊拉瀑布群。而水庫的蓄水用時比大壩工程人員預計的短，僅用了14天不到，主要是由於巴拉那河此時剛經歷雨季，河水水位已經比較高。至同年10月27日，水庫達到蓄水高度，接近水庫末端的瓜伊拉瀑布群此時已被河水沒過，昔日瀑布群景觀不復存在。
原瀑布所在地附近那座可全角度觀賞瀑布的懸索橋，海拔約204米，而蓄水水位的海拔約220米，也即瀑布原址大約在現水庫水面以下約16米的深度下。不過儘管如此，巴西政府方面還是在瀑布群被淹沒後，對水下原瀑布群上一些露出水面的、在水下但離水面較近的岩石進行爆破處理，以確保水庫區新航道的航行安全，而這樣做使得瀑布群幾近無恢復的可能。
原來的瓜伊拉國家公園在水庫蓄水前就已被撤銷，不過仍有一部分位於現今的巴拉那河河漫灘環境保護區。隨著瀑布群的隱沒，巴西與巴拉圭兩國之間關於此地的領土爭端也隨之消失。
伊泰普水力發電廠的建造總監表示，「我們並沒有將瀑布群摧毀，我們只是將它們變成了伊泰普大壩，泄洪道的水流依舊美麗壯觀」。伊泰普水力發電廠直接為巴拉圭貢獻了8%的國內生產總值，還供應了巴拉圭近75%、巴西近15%的電力消耗，也因此被認為是一個為了攫取更大的經濟利益，寧可犧牲自然環境的經典案例。

### 環境影響
原本瓜伊拉瀑布是上巴拉那盆地水域和下巴拉那河流域的天然障礙，將瀑布上下游水域不同的水生物種分隔開來，其中有不少魚類還是各自流域的特有種。自從瀑布被淹沒後，天然屏障消失，這兩個流域的水生物種便發生了相互入侵的情況，水庫蓄水以後，上巴拉那盆地的水域便出現了30餘種本來只生活在原瀑布下游的魚類。

## 其它
在中國大陸，瓜伊拉瀑布的毀滅曾經被寫成標題為《特殊的葬礼》（苏教版）或《大瀑布的葬禮》（人教版）的课文，作為小學語文課程教材使用。不過在2009年時，被武漢大學水利學院的朱诗鳌教授指出有常識性錯誤，例如文章中指瀑布在大坝的下游，因大坝建成造成河流斷流而消失，而事实是瀑布在大坝的上游，因为大坝蓄水而被水库淹没。後來人民教育出版社在新版課本中，已經將此课文删除，替換為其它文章。

## 近況
儘管瀑布已被水庫淹沒，但是在原瀑布上就修築有橫跨巴拉那河的架空高壓電纜桿塔，這一組高壓電纜直到現今仍在使用中，而高壓電纜桿塔所在的支撐點基本上就是原來瀑布上下游的邊界。另外，在巴拉那河處於旱季低水位時期，瀑布原址附近靠近水庫岸邊的水域，會露出當年被淹沒的一些植被遺骸。在2012年12月到2013年1月的旱季，瀑布原址的水庫區域還露出了一小部分當時瀑布所在地未被炸毀的岩石堆，人還可在其上行走。

## 外鏈照片集
- 塞特凱达斯瀑布照片集 （页面存档备份，存于）
- 巴西塞特凱达斯瀑布，攝於1978年，拍攝者Mario Cesar Mendonça Gomes （页面存档备份，存于）
- 巴西塞特凱达斯瀑布，攝於1978年，拍攝者Mario Cesar Mendonça Gomes （页面存档备份，存于）
- 巴西塞特凱达斯瀑布，攝於1982年水庫區植被清理時 （页面存档备份，存于）

## 外部連結
- 瓜伊拉/塞特凱達斯瀑布的前世與今生 （页面存档备份，存于）（內有瀑布剛被水庫淹沒時的空照圖）（葡萄牙文）
- A new gateway to the heart of South America, 1918 by William Alfred Reid